# Kompensatorische Hilfsmittel
Kompensatorische Hilfsmittel sollen generell Menschen mit Behinderung die Teilnahme am Reitsport ermöglichen. Dazu gehören eine Reihe von unterstützenden Maßnahmen und Mitteln die geeignet sind, behinderten Reitern ein sicheres und der Anforderung entsprechendes Reiten zu ermöglichen. Auf diese Weise werden mangelnde Körperfunktionen ausgeglichen. Generell kann jeder behinderte Reiter solche oder andere Mittel nutzen, solange er nicht gegen den Tierschutz oder anderes geltendes Recht verstößt. Nur für den wettkampfmäßigen Dressurreiter gibt es Regeln, also wer, was und wann nutzen darf, die das Internationale Paralympisches Komitee für Reiterei (I.P.E.C) aufstellt.

## Wettkampfsportler
Hat ein Behinderter den Wunsch wettkampfmäßig Dressur zu reiten, stellt die Deutsche Mannschaftsärztin einen Sportgesundheitspass aus, nachdem der Reiter von ihr oder einem anderen deutschen oder auswärtigen Klassifizierer (I.P.E.C-Liste) klassifiziert wurde. In diesen Pass werden die kompensatorischen Hilfsmittel eingetragen. So ist auf jedem Turnier, ob Regelturnier oder nach I.P.E.C-Regeln, nachvollziehbar warum, wer, welche Mittel nutzt. Die Erlaubnis zur Hilfsmittelnutzung für nationale Wettbewerbe fällt unter die jeweiligen nationalen oder FEI (Internationale Reiterliche Vereinigung) -Regeln. Krankheiten oder mangelnde Funktion, die laut I.P.E.C zur Minimalbehinderung gehören, gestatten den Einsatz von Hilfsmitteln nicht.

## I.P.E.C Minimalbehinderung
- Jeder Reiter muss mindestens 15 % Verlust an Kraft, Reichweite oder Koordination in jeder Gliedmaße oder im Rumpf haben.
- Jeder Reiter muss einen medizinischen Befund haben, der Beeinträchtigungen verursacht, die objektiv gemessen werden können. Symptome, wie lockere Bänder oder Schmerzen, sind nicht akzeptabel.
- Wenn sie mit keiner weiteren physischen Beeinträchtigung einhergehen, sind folgende Einschränkungen nicht zum Start bei I.P.E.C Wettbewerben berechtigt.
  - Schwäche und Abbau aufgrund zunehmenden Alters
  - Allgemein lähmende Krankheit
  - Fettsucht
  - Osteochondritis (Knochen-Knorpel-Entzündung: i. e. S. im Gelenk-, Epiphysenbereich)
  - Psychische Einschränkungen
  - Hautkrankheiten
  - Bluterkrankheit
  - Epilepsie
  - Atemwegserkrankung
  - Ermüdungserscheinungen durch Fibromyalgie-Syndrom (FMS) und Myalgic Encephalitis
  - Schwindelgefühl oder Schwindelanfälle
  - Dysfunktion oder Fehlen innerer Organe
  - IBSA Klasse B3 and B4 Herz- bzw. Kreislaufprobleme

## I.P.E.C anerkannte Hilfsmittel
- Handgriff am Sattel oder Riemen an Vorderzeug etc., ein Damensattel ist übrigens immer erlaubt
- Erhöhter Sattelkranz (darf nicht ganz an den Lendenbereich heranreichen, oder Spezialsattel mit Pauschen etc.)
- Riemchen vom Steigbügel oder Steigbügelriemen zum Sattelgurt
- Gummiriemchen um den Fuß
- Anderson stirrups (Spezialsteigbügel/Körbchenbügel) oder
- Devonshire boots (Lederschuh-ähnliche Bügel)
- 2 Gerten, z. B. bei Kurzarmigkeit auch mit „Überlänge“
- Spezialzügel mit Steg, Schlaufen, zusammengefasste Zügel etc.
- Möchte ein Reiter einen gelähmten aber wackelnden Arm am Körper mit einer Bandage fixieren, ist dies erlaubt
- Zügel am Steigbügel (bei „ohne Arme“)
- Umlenkrolle am Vorderzeug oder Sattel für Kurzarmige

Sporen sind immer dann erlaubt, wenn eine ausreichende Beinkontrolle vorliegt.
Neuerdings wird bei körperlich sehr schwachen Reitern auch die Kandare in Grade 1 und 2 zugelassen, dies ist eine noch umstrittene Vorgehensweise (Tierschutz), obwohl schon klar ist, das die sichere Kontrolle des Pferdes oberste Priorität hat. In Grade III und IV ist Kandare immer erlaubt. In Grade la/1b und II ist oft auch Stimmgebrauch (mäßig) erlaubt. Bei der Grußaufstellung kann es erlaubt sein, nur mit dem Kopf zu grüßen, der Helm wird nie abgenommen, zumal immer die Drei/Vierpunktbefestigung vorgeschrieben ist. Blinde/schwer sehbehinderte Reiter können entweder einen Einweiser im Viereck haben, der die wichtigsten Punkte (Hin- und Herlaufen) ansagt, besser sind Caller an den wichtigen Bahnpunkten, die den Buchstaben laut ansagen, der Blinde darf auch einige Runden vor dem Start im Viereck reiten. Sehbehinderte können ggf. ganz große Bahnpunkte aufstellen lassen. Wenn neben der Körperbehinderung noch eine Lernbehinderung vorliegt (Attest des Psychiaters, Neurologen) kann die Aufgabe auch vorgelesen werden in eigener Sprache.

## Freizeitsportler
Freizeitsportler unterliegen keinen Regeln des I.P.E.C. und dürfen, solange es nicht gegen den Tierschutz und anderes geltendes Recht verstößt, nach eigener Fasson reiten.

## Diverses
Seit 2006 werden Pferdesportler mit geistiger Behinderung (Special Olympics), insofern keine Körperbehinderung dabei ist, nicht mehr nach I.P.E.C - Regeln klassifiziert. Für die nahe Zukunft ist Springreiten für Reiter mit Handicap vorgesehen, ob dafür spezielle Veränderungen kommen und welche ist offiziell noch nicht bekannt.